# 1878 en Colombie-Britannique
Chronologie de la Colombie-Britannique
- 1874
- 1875
- 1876
- 1877
- 1878
- 1879
- 1880
- 1881
- 1882

Cette page concerne des événements qui se sont produits durant l'année 1878 dans la province canadienne de Colombie-Britannique.

## Politique
- Premier ministre : Andrew Charles Elliott puis George Anthony Walkem.
- Lieutenant-gouverneur : Albert Norton Richards
- Législature : 2e puis 3e

## Événements

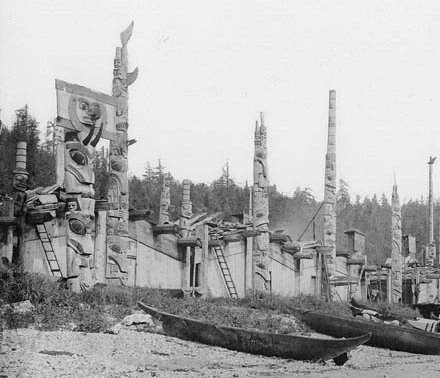
Masons Haida

- Le sentiment anti-chinois dans la province atteint un point haut que le gouvernement interdit aux travailleurs chinois aux travaux publics.
- 7 février - ouverture de la troisième session de la deuxième législative de la Colombie-Britannique.
- 25 mars - le candidat indépendant Thomas Robert McInnes est élu par acclamation député fédéral de New Westminster à la suite de la démission du libéral James Cunningham
- 10 avril - fin de la troisième session de la deuxième législative de la Colombie-Britannique.
- 25 juin - George Anthony Walkem devient premier ministre pour la deuxième fois, qui succède Andrew Charles Elliott.
- 20 juillet - 3e élection générale britanno-colombienne (en)
- 29 juillet - ouverture de la première session de la troisième législative de la Colombie-Britannique.
- 2 septembre - la session est prolongée pour quatre mois.
- 17 septembre - le Parti conservateur de John A. Macdonald remporte l'élection fédérale avec 134 candidats élus (y compris 49 libéral-conservateurs) contre 63 pour le Parti libéral, 5 députés indépendants, 2 conservateurs indépendants, 1 libéral indépendant et 1 Nationaliste-conservateur. En Colombie-Britannique, le score est de 3 conservateurs (y compris 1 libéral-conservateur), 2 libéraux et le candidat indépendant Thomas Robert McInnes est réélu député fédéral de New Westminster.

## Naissances
- 8 décembre - Henry Herbert Stevens, ministre et député fédéral de la cité de Vancouver (1911-1917), Vancouver-Centre (1917-1930) et Kootenay-Est (1930-1940).